# 香港核心價值
香港核心價值（英語：Core Values of Hong Kong），指香港社會廣泛推崇、傳承、貫徹的價值觀和原則，是香港市民集體身份認同和凝聚力的其中一個重要的元素。部分香港中產階級及專業人士於2004年提出用「香港核心價值」這個詞彙並發表《香港核心價值宣言》的學術研究，其後香港有多名政府重要官員有不同的看法，亦有大學進行相關民意調查。

## 出處
2004年6月7日，近300位來自香港42個不同專業、學術界人士在報章聯署《香港核心價值宣言》，列舉香港的核心價值是「自由民主、人權法治、公平公義、和平仁愛、誠信透明、多元包容、尊重個人和恪守專業。」，引起社會廣泛討論何謂「香港核心價值」。宣言直指近來香港核心價值備受衝擊，與港人所追求的目標愈來愈遠，呼籲市民齊以言論和行動維護香港的核心價值，以免令香港變成「失去靈魂的軀殼」。
發起活動的香港城市大學公共及社會行政系教授、新力量網絡主席、曾任民主黨副主席的張炳良指出，當時的政治爭拗、人大釋法否決0708年雙普選、維港巨星匯及平機會解僱事件等，都衝擊香港核心價值，令市民產生無力及挫敗感，削弱了香港的管治質素及營商環境，亦破壞了社會的制度理性與凝聚力，呼籲不同階層與黨派的人士以言論及行動，共同維護這些核心價值；他強調這是針對整個香港社會。他認為每一個社會都有一套價值觀，這是社會團結的重要基礎；他續指香港人「不能失去香港」，而這個香港是有括號的，不僅是地理上，還有文化面貌、生活方式，以及制度獨特層面的香港。基本法四十五條關注組成員梁家傑表示，中國政府近期以很高姿態、霸道地介入香港事務，令香港出現空前嚴重的分化，市民無論對中國政府及香港政府都不信任。連署者包括導演徐克等人。
同年牛棚書展亦以《香港生活價值》為書展主題，反思香港之為香港的基本價值觀與特質。

## 政府官員的意見
2012年，時任香港行政長官梁振英於2012年香港行政長官選舉的勝利宣言説出法治、人權、誠信、廉潔、新聞自由、言論自由、集會自由為核心價值。
前政務司司長唐英年在2012年初曾表示：「『捍衛核心價值』是最核心的核心價值。」
前政務司司長張建宗在2019年12月29日發表一篇網誌，當中表示：「法治、人權、自由、司法獨立、包容、開放及多元是香港核心價值。」

## 香港市民的意見
較多香港市民認同的「香港核心價值」包括自由、民主、人權、法治及廉潔等。在專業範疇上，亦有人會加入效率、靈活、專業等價值。核心價值應該是指香港人特別重視、珍惜和持守的價值觀，並沒有統一的定義。
很多人認為，自1997年香港主權移交以後，香港政府連串的施政措施都與「香港核心價值」背道而馳，使到香港市民擔憂香港社會會以更快速度「中國化」。為了維護香港與中國大陸之間的特別性和優勢，不少市民發起了捍衛香港核心價值的運動，藉以保存香港本地的獨有文化及競爭上的優勢。
香港市民對「香港精神」的看法也隨著時代轉變。1997年前，港人因大多對政治關注度較低和參與較少，以肯拼搏的「獅子山精神」為主要核心。香港主權移交後（1997年-現在）港人則較多提及自由，民主和人權為核心價值。惟各人的看法也會隨政見有所不同。

## 傳媒及民意調查的意見
香港主流傳媒認為香港核心價值包括以下元素：
- 法治
- 人權
- 誠信
- 廉潔
- 新聞自由
- 言論自由
- 集會自由

香港中文大學香港亞太研究所在2014年10月30日（「雨傘运動」開始後第33日）發表一份民調報告，以電話調查訪問804位成年市民，指出他們對11項不同核心價值的同意程度：
| 核心價值     | 同意程度 | 最重要 |
| ------------ | -------- | ------ |
| 法治         | 92.7%    | 22.9%  |
| 公正廉潔     | 92.3%    | 15.3%  |
| 追求社會穩定 | 88.2%    | 8.3%   |
| 自由         | 88.1%    | 20.8%  |
| 和平仁愛     | 87.4%    | 5.5%   |
| 保障私人財產 | 86.5%    | 1.9%   |
| 重視家庭責任 | 84.5%    | 0.6%   |
| 民主         | 83.2%    | 11.1%  |
| 多元包容     | 79.8%    | 2.5%   |
| 市場經濟     | 76.5%    | 3.5%   |

上述數據差距不太大，沒有一項最重要核心價值的比例超過半數，反映在受訪者心目中，香港的核心價值其實多元多樣，而非只有單一的壓倒性核心價值。這情況與香港融匯華洋中西、強調多元包容的歷史和文化十分一致。
《大公報》認為：一國兩制是香港最重要、最切实、最可贵的核心价值，並認為「其他普遍的價值只有放到一定的歷史條件或特定的環境中去，才能真正顯示出其不可取代的價值」。

## 香港精神
香港精神（英語：Spirit of Hong Kong），又稱為獅子山下精神、獅子山精神（英語：Spirit of Lion Rock），泛指香港人努力、勤奮、自強不息、刻苦耐勞、同舟共濟、不屈不撓的拼搏精神，源於1970年代香港的香港電台電視劇《獅子山下》及其主題曲，亦成就香港從一個小漁港蛻變成國際大都市的傳奇。

### 政府主要官員的意見
1996年，香港運動員李麗珊奪得奧運滑浪風帆金牌，時任署理港督曾蔭權表示「李麗珊體現了香港精神」，並指：「好像香港的成就一樣，我們對每一件事都是很專業、敬業去做，往往不是永遠第一次第一。」，此乃港英政府最高官員為「香港精神」一詞的詮釋。
2002年，香港經濟陷入低潮，時任財政司司長梁錦松在宣讀《財政預算案》後引用膾炙人口的《獅子山下》歌詞「同舟共濟，拋棄區分求共對」、「放開彼此心中矛盾，理想一起去追」、「用艱辛努力，寫下那不朽香江名句」，呼籲社會共同面對逆境，寄語香港人攜手再創繁榮。

### 批評
香港浸會大學宗教及哲學系副教授黃國鉅認為所謂代表香港的「獅子山精神」，是八、九十年代官方強調的：「說得好聽是默默耕耘、一一熬過，不好聽其實就是逆來順受。在這種精神底下，人們不會問政治災難背後的原因，無論是戰爭、暴動，都變得和天災一樣。在這種精神下一切都是非政治。」

### 部分代表人物
被香港傳媒廣泛報道為香港精神或獅子山下精神代表人物：
- 運動員李麗珊：李麗珊於2019年接受香港賽馬會刊物《駿步人生》專訪時提到：「香港精神是要刻苦耐勞，接受挑戰」。[16]

- 商人王維基：香港商人王維基是獅子山下精神的代表，表示他沒有家族背景支持底下，在1990年代充滿機遇的香港慢慢求突破，向上爬到去做梟雄，建立自己的商業王國。[17]

- 商人李嘉誠：小時候隨家人由內地到港生活的李嘉誠，敢於面對挑戰，憑努力及際遇有很大成就。[18]

### 香港政府「家是香港」運動主題曲
《同舟之情》由郭偉亮編曲，陳詠謙填詞，重新編排《狮子山下》新曲新詞，作為「家是香港」運動的主題曲，歌手張學友和陳奕迅主唱
。

### 非官方香港代表曲
以下香港粵語流行音樂曾被大眾推崇為非官方的香港代表曲：
- 《狮子山下》，羅文主唱
- 《海闊天空》，Beyond主唱
- 《東方之珠》，甄妮主唱
- 《奋斗》，甄妮主唱
- 《洋紫荊》，許冠傑主唱，1983年正值中英談判期間，香港前途不明朗，市面出現信心危機，大批市民搶購物資和到銀行提款，9月更創下1美元兌9.7港元匯率新低。在此人心惶惶的時刻，許冠傑在同年底推出的《新的開始》大碟中推出了這首自己親自作曲填詞的歌曲，希望能鼓勵港人齊心一致，跨過危機，並祝願香港明天也是天堂。
- 《鐵塔凌雲》，許冠傑主唱